# Herren-Sulzbach
Herren-Sulzbach là một đô thị thuộc huyện Kusel, bang Rheinland-Pfalz, phía tây nước Đức. Đô thị Herren-Sulzbach có diện tích 2,92 km², dân số thời điểm ngày 31 tháng 12 năm 2006 là 187 người.